# Mainichi Broadcasting System
A Mainichi Broadcasting System, Inc. (株式会社毎日放送; Hepburn: Kabushiki-gaisha Mainichi Hōsō, ’MBS’) oszakai székhelyű műsorszóró vállalat, a Japan Radio Network (JRN), a National Radio Network (NRN), a Japan News Network (JNN) és a TBS Network hálózatok tagja, amely a Kanszai régiót szolgálja ki. Az MBS, a Tokyo Broadcasting System Holdings, Inc. (TBSHD), a RKB Mainichi Broadcasting Corporation, a BS-TBS, Incorporated, a i-Television Inc., a TV-U Fukushima Co., Ltd., a Hiroshima Home Television Co., Ltd., a WOWOW Inc. és az FM 802 Co., Ltd. hálózatok fő részvénytulajdonosa.

## Irodái és stúdiói
- Székhely (M épület) és stúdió (B épület) – Oszaka-si, Kita-ku, Csajanamacsi 17-1
  - 5 perces sétára a Hankyu Railway vonalain lévő Umeda állomás Csajamacsigucsi kijárójától
  - 10 perces sétára a JR West vonalain található Oszaka állomástól, a Hansin fővonalon található Umeda állomástól, az oszakai metró Midószudzsi vonalán található Nakacu és Umeda állomástól, az oszakai metró Tanimacsi vonalán található Higasi-Umeda állomástól és az oszakai metró Jocubasi vonalán található Nisi-Umeda állomástól
- MBS Szenrioka Myrica Center – Oszaka-fu, Szuita, Szenrioka-kita 1-2
- Tokiói fiók – Tokió-to, Minato, Akaszaka gocsóme 3-1, Akasaka Biz Tower (28. emelet)
- Nagojai fiók – Nagoja-si, Naka-ku, Nisiki szancsóme 6-35, Nagoya Yusen Building (8. emelet)
- Kiotói fiók
- Kobei fiók
- Tokusimai fiók
- Berlini fiók
- Sanghaji fiók

## Reklámszlogen
- Rádió: La La La Love Radio, MBS (ラ・ラ・ラ ラブラジオ 1179 MBS; Hepburn: Ra Ra Ra Rabu Rajio, ichi ichi nana kyū MBS?)
- Televízió: Az oroszlán a 4-es csatornán, a Liyon Channelen van (らいよんチャンネル?) – az MBS kabalafigurája a Liyon-chan (らいよんチャン?) nevű oroszlán és az MBS programhelye a 4-es.
- Vállalati: Üdv újra. Itt az MBS. (あらためまして、MBS?)

## Az MBS története
- 1950. december 27.: megalapítják a New Japan Broadcasting Companyt (新日本放送株式会社; Hepburn: Shin-Nippon Hōsō Kabushiki-gaisha?; NJB).
- 1951. szeptember 1.: Az NJB második japán kereskedelmi rádióadóként megkezdi a Hankyu Department Store épületéből.
- 1956. december 1.: Az NJB az Asahi Broadcasting Corporationnel (ABC) közösen megalapítja az Osaka Television Co., Ltd.-et (大阪テレビ放送株式会社; Hepburn: Ōsaka Terebi Hōsō Kabushiki-gaisha?; OTV).
- 1958. június 1.: Az NJB-z átnevezik ’Mainichi Broadcasting System, Inc.’-re.
- 1959. március 1.: Az MBS megkezdi az OTV-től független analóg földfelszíni televíziós sugárzást miután eladta az összes OTV-részvényét az ABC-nek, majd hálózatot alkot a Nippon Educational Television Co., Ltd.-del (NET, a TV Asahi Corporation elődja).
- 1960.: Befejeződik a szenri műsorszóró-stúdió építkezése.
- 1964.: Az MBS rádióhálózatot alkot a TBS Radióval és az RKB Radióval. 1965-ben ebből a szövetségből jön létre a Japan Radio Network (JRN).
- 1974.: Az MBS csatlakozik az All-Nippon News Network (ANN) televíziós hírhálózathoz.
- 1975. március 31.: Az MBS átvált a Japan News Network (JNN) hírhálózathoz, mivel az Asahi Shimbun elnöke elrendelte az ABC-től, hogy a NET-et tegye meg a zászlóshajó adójának.
- 1977. május 15.: Az MBS Radio frekvenciáját 1210 kHz-ről 1180 kHz-re cserélik.
- 1978. november 23 (5:00): Az MBS Radio frekvenciáját 1180 kHz-ről 1179 kHz-re cserélik.
- 1990.: Az MBS műsorszórásának 40. évfordulójára elkészül a cég új székhelye és műsorszóró stúdiója az oszakai Csajamacsiban.
- 1991. szeptember 1.: Az MBS műsorszórásának 40. évfordulója.
- 2000. szeptember 29.: Az MBS Now utoljára kerül adásba, helyét a Voice vette át október 2-án.
- 2001. március 31.: Megnyílik az MBS MBS Studio in USJ névre keresztelt stúdiója a Universal Studios Japan területén.
- 2001. szeptember 1.: Az MBS műsorszórásának 50. évfordulója.
- 2003. december 1. (11:00): Az MBS megkezdi a digitális földfelszíni műsorszórást.
- 2006. szeptember 1.: Az MBS műsorszórásának 55. évfordulója.
- 2010. május 15.: Az MBS az ABC, az OBC, az FM 802, az FM Osaka és az FM Cocolo adókkal karöltve megkezdi az internetes simulcast-szolgáltatását a radicón keresztül.
- March, 2011: The construction of the new building started in the north of the head office, completed on September 4, 2013.
- 2011. július 24. (0:00): Az MBS megszünteti az analóg földfelszíni televíziós műsorszórást.
- 2011. szeptember 1.: Az MBS műsorszórásának 60. évfordulójának ünnepléseként logót váltanak.
- 2013. szeptember 4.: Elkészül a „B épület”. A székhely megkapja az „M épület” nevet.
- 2013. október 1.: Az MBS 20 évre eladja az MBS takaisi adótornyának területén található naperőművel kitermelt elektromosságot a Kansai Electric Power Company, Inc.-nek.
- 2014. április 4. (11:07:09): Megnyitják a B épületet.

## Műsorszórás

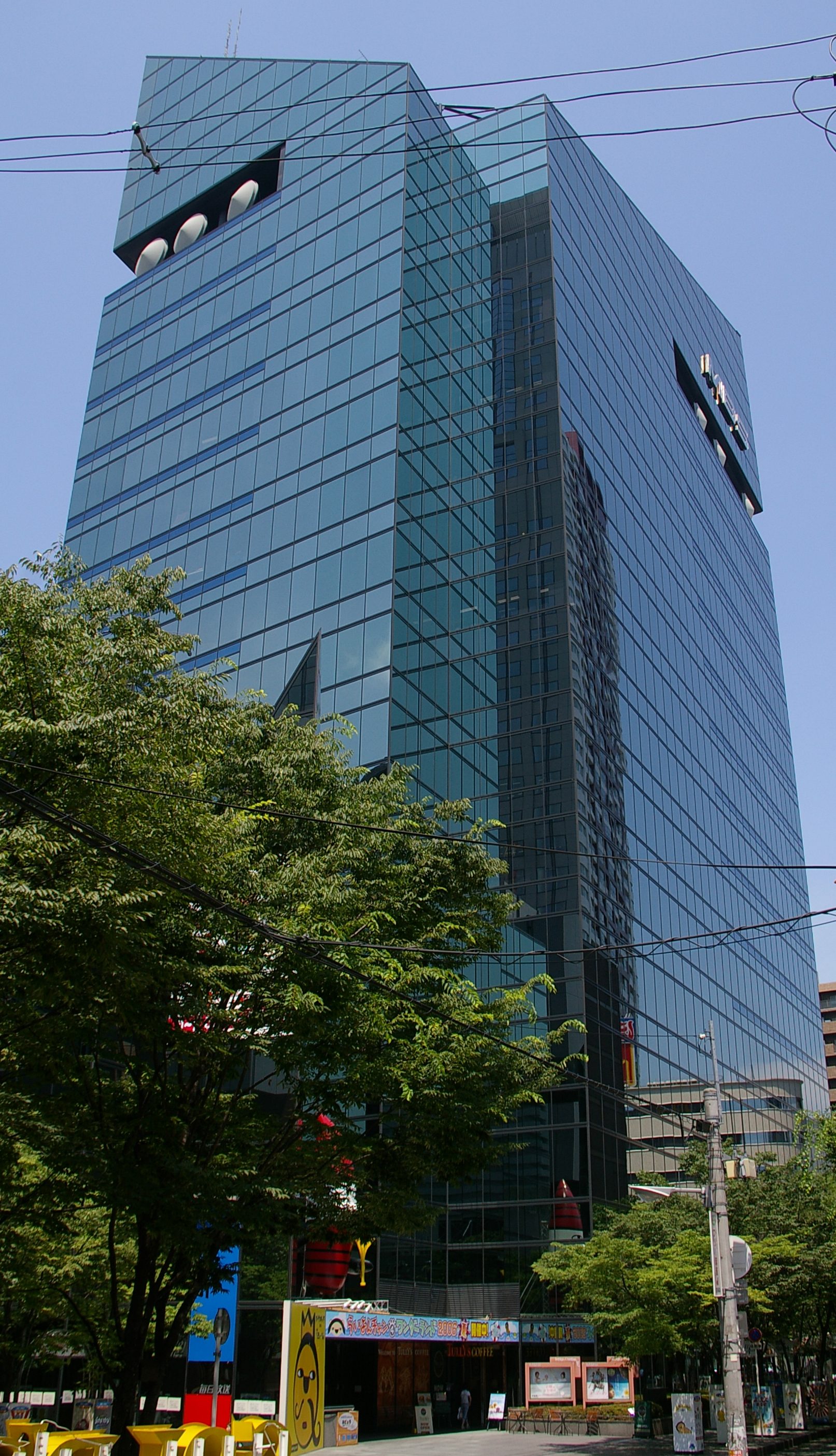
A Mainichi Broadcasting System székhelye

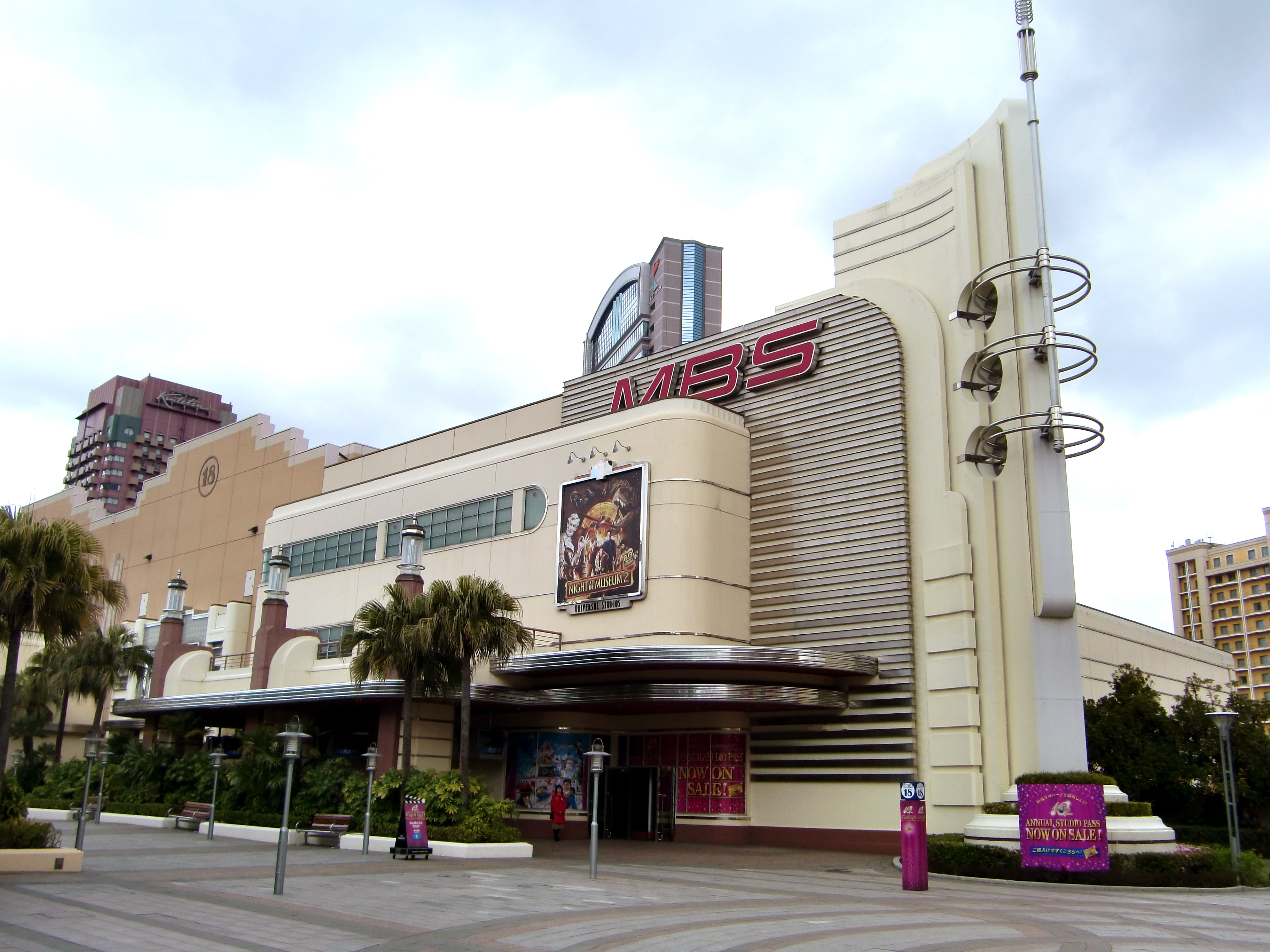
Az MBS Studio a USJ-ben

### Rádió
JOOR
- Frekvencia: 1210 kHz → 1180 kHz → 1179 kHz
- Jelerősség
  - Oszaka: 50 kW
  - Kiotó: 300 W
- Műsorszórási idő: Hétfő 4:30-tól Vasárnap 26:30-ig (hétfő 2:30, keddtől vasárnapig 4:00 órás kezdéssel)
- Időjel: 1046.502 Hz (C6, minden egész órakor)

### Analóg TV
JOOR-TV
- Ikoma-hegy: 4. programhely

### Digitális TV
JOOR-DTV
- Ikoma-hegy: 16. programhely

### A televíziós műsorszórás fiókadói
Oszaka prefektúra
- Kasivara (analóg): 54. programhely
- Kasivara (digitális): 16. programhely
- Miszaki-Fuke (analóg): 54. programhely
- Miszaki-Fuke (digitális): 16. programhely
- Naka-Nosze (digitális): 16. programhely
- Nisi-Nosze (digitális): 16. programhely

Nara prefektúra
- Ikoma-Aszukano (analóg): 37. programhely
- Tocsihara (analóg): 33. programhely
- Tocsihara (digitális): 39. programhely
- Johino (analóg): 34. programhely

Siga prefektúra
- Ocu (analóg): 36. programhely
- Ocu (digitális): 16. programhely
- Ocu-Isijama (analóg): 18. programhely
- Ocu-Isijama (digitális): 44. programhely
- Hikone (analóg): 54. programhely
- Hikone (digitális): 16. programhely
- Koka (analóg): 55. programhely
- Koka (digitális): 16. programhely

Kiotó prefektúra
- Jamasina (analóg): 54. programhely
- Jamasina (digitális): 39. programhely
- Kameoka (analóg): 33. programhely
- Kameoka (digitális): 16. programhely
- Fukucsijama (analóg): 54. programhely
- Fukucsijama (digitális): 16. programhely
- Maizuru (analóg): 53. programhely
- Maizuru (digitális): 16. programhely
- Mijazu (analóg): 33. programhely
- Mijazu (digitális): 16. programhely
- Minejama (analóg): 34. programhely
- Minejama (digitális): 16. programhely

Hjógo prefektúra
- Kobe (hegyvidéki területek) (analóg): 31. programhely
- Kobe (hegyvidéki területek) (digitális): 16. programhely
- Nada (analóg): 54. programhely
- Hokutan-Tarumi (analóg): 53. programhely
- Hokutan-Tarumi (digitális): 16. programhely
- Nisinomija-Jamagucsi (analóg): 55. programhely
- Nisinomija-Jamagucsi (digitális): 16. programhely
- Inagava (analóg): 35. programhely
- Inagava (digitális): 38. programhely
- Tacuno (analóg): 34. programhely
- Tacuno (digitális): 16. programhely
- Miki (analóg): 34. programhely
- Miki (digitális): 16. programhely
- Himedzsi (analóg): 54. programhely
- Himedzsi (digitális): 16. programhely
- Himedszi-nisi (analóg): 33. programhely
- Himedzsi (digitális): 16. programhely
- Ako (analóg): 54. programhely
- Ako (digitális): 16. programhely
- Vadajama (analóg): 54. programhely
- Vadajama (digitális): 16. programhely
- Kinoszaki (analóg): 54. programhely
- Kinoszaki (digitális): 16. programhely
- Kaszumi (analóg): 33. programhely
- Kaszumi (digitális): 16. programhely
- Szaszajama (analóg): 33. programhely
- Szaszajama (digitális): 16. programhely
- Hikami (analóg): 33. programhely
- Kasumi (digitális): 16. programhely
- Aioi (analóg): 33. programhely
- Aioi (digitális): 16. programhely
- Jamaszaki (analóg): 33. programhely
- Jamaszaki (digitális): 21. programhely
- Fukuszaki (analóg): 33. programhely
- Fukuszaki (digitális): 16. programhely
- Szajo (analóg): 33. programhely
- Joka (analóg): 34. programhely
- Joka (digitális): 16. programhely

Vakajama prefektúra
- Vakajama (analóg): 42. programhely
- Vakajama (digitális): 16. programhely
- Kainan (analóg): 54. programhely
- Kainan (digitális): 16. programhely
- Hasimoto (analóg): 54. programhely
- Hasimoto (digitális): 42. programhely
- Gobo (analóg): 53. programhely
- Gobo (digitális): 47. programhely
- Kibi (analóg): 54. programhely
- Kibi (digitális): 47. programhely
- Tanabe (analóg): 54. programhely
- Tanabe (digitális): 47. programhely
- Arida (analóg): 35. programhely
- Arida (digitális): 16. programhely
- Singu (analóg): 36. programhely

## Műsorai

### Rádió
Hírműsorok és varieték
- Komori Jaszunori aszakara tenkomori! (子守康範 朝からてんコモリ!) – hétköznaponként 5:00-tól 8:00-ig, műsorvezetője Komori Jaszunori
  - Uta no nai kajókjoku (歌のない歌謡曲) – 7:30-tól 7:45-ig a Tenkomori részeként

- Arigató Hamamura Dzsun deszu (ありがとう浜村淳です) – hétköznaponként 8:00-tól 10:30-ig
- Koncsiva Kon-csan oirudeszujo! (こんちはコンちゃん お昼ですょ!) – hétköznaponként 12:30-tól 16:00-ig
- with... Joru va Radio to kimetemaszu (with...夜はラジオと決めてます) – kedd, szerda, csütörtök 17:54-től 22:00-ig
- Arigató Hamamura Dzsun deszu: Dojóbi deszu (ありがとう浜村淳です 土曜日です) – szombat 8:00-tól 11:30-ig

Zenei műsorok
- Otonana onrakukan (大人な音楽館) – hétfő 19:00-től
- MBS utagumi Smile×Songs (MBSうたぐみ Smile×Songs) – hétfőtől szerdáig 22:00-tól 24:30-ig
- Osibi Kótaró no osite mo hiite mo (押尾コータローの押しても弾いても) – hétfő 24:30-tól 25:00-ig
- MBS utagumi U.K. Beat Flyer (MBSうたぐみ U.K. BEAT FLYER) – szpmbat 21:00-től 21:55-ig, műsorvezetője U.K. (Kuszunoki Udzsiro)

Varieték
- Gochamaze! (ゴチャ・まぜっ!) – hétfőtől szerdáig 25:00-től 26:00-ig
- Tegomass Radio (テゴマスのらじお) – szerda 24:30-tól 25:00-ig
- Hundred Radio (ハンドレッドラジオ) – csütörtök 22:00-től 24:30-ig (1. rész) és 25:00-től 26:00-ig (2. rész)
- Madamada Gochamaze! Acumare janjan (まだまだゴチャ・まぜっ!〜集まれヤンヤン〜) – szombat 26:00-tól 28:56-ig
- Gochamaze! Nicsijóbi (ゴチャ・まぜっ!日曜日) – vasárnap 25:00-től 25:30-ig

Utazási műsorok
- MBS tabigumi Travel Radio (MBSたびぐみ とっておき旅ラジオ) – péntek és szombat japán baseball-liga holtidényében

Sport
- with Tigers: MBS Tigers Live (〜with タイガース〜MBSタイガースライブ) – Japán baseball-liga
- National High School Baseball Invitational Tournament (選抜高等学校野球大会) – elődöntő és döntő
- Sunday keiba csúkei minna no keiba (サンデー競馬中継 みんなの競馬) – lóverseny

### Televízió
Hírműsorok
…
Információműsorok
- Csichin puipui (ちちんぷいぷい) – hétköznaponként 17:45-től
- Sittoko! (知っとこ!) – szomabat 8:00-tól 9:25-ig
- Szejanen! (せやねん!) – szombat 9:25-től 12:54-ig

Főzős és varietéműsorok
- Mizuno maki no mahó Restaurant (水野真紀の魔法のレストラン) – hétfő 18:55-től

Varieték
- Szekai no nihondzsin cuma va mita! (世界の日本人妻は見た!) – csütörtök 19:56-tól
- Cukaeru geinódzsin va dareda? Pressure Battle (使える芸能人は誰だ!?プレッシャーバトル) – csütörtök 19:00-től
- En-Pare (エンパレ) – vasárnap 22:00-től
- Korábbi műsorok
  - Baribari Value (世界バリバリバリュー)

Késő esti varieték
- Cúkai! Akasija densidai (痛快!明石家電視台) – hétfő 23:58-tól
- Gobugobu (ごぶごぶ) – kedd 23:58-tól
- Rokemicu the World (ロケみつ ザ・ワールド) – csütörtök 23:58-tól

Dokumentumsorozatok
- Dzsónecu tairiku (情熱大陸) – vasárnap 23:00-tól
- Video Documentary Kanasi – minden hónap harmadik vasárnapján 24:50-től

Az MBS saját gyártási drámái
- Dorama 30 (-2008. szeptember)
  - Inocsino gembakara (いのちの現場からシリーズ)
  - Jakuszoku (ヤ・ク・ソ・ク)
  - Designer (デザイナー)
  - Szentó no muszume!? (銭湯の娘!?)
  - Gakincsó: Return Kids (がきんちょ ～リターン・キッズ～)

- Hirudora (2008. november-2009. március)
  - Panda ga macsi ni jattekuru (パンダが町にやってくる)
  - Ocsaberi (おちゃべり)

- Péntek esti dráma (2009-2010)
  - Hjórjú Net Cafe (漂流ネットカフェ)
  - Tei-ó (帝王)
  - Sinja sokudó (深夜食堂)
  - Sinszengumi Peace Maker (新撰組PEACE MAKER)

- Csütörtök esti dráma 1 (2010-2011)
  - Szandaime Akecsi Kogoró Kobajasi: Kjó mo meicsi ga korosza reru (三代目明智小五郎〜今日も明智が殺される〜)
  - Dohjó Girl! (土俵ガール!)
  - Jamikin Usidzsima-kun (闇金ウシジマくん)
  - Quartet (カルテット)

- Csütörtök esti dráma (2011)
  - Muscle Girl! (マッスルガール!)
  - Arakava Under the Bridge (荒川アンダー ザ ブリッジ)

- Csütörtök esti dráma 2 (2011-)
  - Sinja sokudó 2 (深夜食堂2)
  - Kazoku Hakkei: Nanase, Telepathy Girl’s Ballad (家族八景 Nanase, Telepathy Girl’s Ballad)
  - Kodomo keiszacu (コドモ警察)

- Különadások
  - Sen no rikju (千利休) (1990) – 40. évforduló
  - Message: Denszecu no CM Director Szugijama Tosi (メッセージ〜伝説のCMディレクター・杉山登志〜) (2005) – 55. évforduló
  - Toilet no kamiszama (トイレの神様) (2011) – 60. évforduló
  - Hanajome no Csicsi (花嫁の父) (2012) – 60. évforduló
  - RUN60 (2012) (szerda 26:30 (2:30)–27:00 (3:00)) – a Universal Music Japan gyártásában, alapja a hasonló című rövidfilm

Anime
Sport
- with Tigers: MBS Tigers Live (〜with タイガース〜MBSタイガースライブ) – Japán baseball-liga
- National High School Baseball Invitational Tournament (選抜高等学校野球大会) – elődöntő és döntő
- National High School Rugby Tournament (全国高等学校ラグビーフットボール大会)
- Tsuruya Open
- Masters GC Ladies
- Mizuno Classic
- Dunlop Phoenix Tournament
- Koshien Bowl (甲子園ボウル) – japán amerikaifutball-kupa, 2008-ig

## Az MBS által sugárzott különleges események
- MBS Radio Walk (MBSラジオウォーク?)
- MBS Radio macuri (MBSラジオまつり?)
- Suntory 1 man-ri no daiku (サントリー1万人の第九?)

## Bemondók

### Jelenlegi
A bemondóiroda vezére
- Takagaki Nobuhiro (高垣伸博; 1978-ban csatlakozott, egykori televízióműsor-producer)

Férfi
- Akagi Makoto (赤木誠; 1981-ben csatlakozott)
- Csiba Takesi (千葉猛; 1990-ben csatlakozott)
- Fukusima Nobuhiro (福島暢啓; 2011-ben csatlakozott)
- Fukumoto Singo (福本晋悟; 2011-ben csatlakozott a Tokai Radiótól)
- Inoue Maszao (井上雅雄; 1993-ban csatlakozott)
- Kasivagi Hirojuki (柏木宏之; 1983-ban csatlakozott)
- Kamei Mareo (亀井希生; 1991-ben csatlakozott, Furukava Keiko férje)
- Kanajama Izumi (金山泉; 2009 februárjában csatlakozott a Chukyo TV-től)
- Kato Jaszuhiro (加藤康裕; 1988-ban csatlakozott)
- Kavamoto Micumasza (河本光正; 2007-ben csatlakozott)
- Kavata Naoja (河田直也; 1999-ben csatlakozott)
- Kondo Toru (近藤亨; 1997-ben csatlakozott)
- Kurusu Maszajuki (来栖正之; 1989-ben csatlakozott)
- Morimoto Sigehiro (森本栄浩; 1985-ben csatlakozott)
- Mito Szatofumi (美藤啓文; 1980-ban csatlakozott)
- Nisi Jasusi (西靖; 1994-ben csatlakozott)
- Ojosi Johei (大吉洋平; 2008-ban csatlakozott)
- Szenda Kazujosi (仙田和吉; 2001-ben csatlakozott a Radio Nippontól)
- Szuzuki Kenta (鈴木健太; 2007-ben csatlakozott)
- Tamaru Kazuo (田丸一男; 1991-ben csatlakozott az NHK-tól)
- Ueda Takajuki (上田崇順; 2000-ben csatlakozott)
- Umano Maszajuki (馬野雅行; 1989-ben csatlakozott)
- Uvaizumi Juicsi (上泉雄一; 1992-ben csatlakozott)
- Jamanaka Makoto (山中真; 2001-ben csatlakozott)
- Juki Teturo (結城哲郎, ’1975-ben csatlakozott’)

Women
- Furukava Keiko (古川圭子; 1993-ban csatlakozott, Kamei Mareo felesége)
- Maeda Akiko (前田阿希子; 2006-ban csatlakozott)
- Macui Ai (松井愛; 1993-ban csatlakozott)
- Macukava Hiroko (松川浩子; 1999-ben csatlakozott)
- Macumoto Maiko (松本麻衣子; 2005-ben csatlakozott)
- Mizuno Maszako (水野晶子; 1981-ben csatlakozott)
- Mukava Tomomi (武川智美; 1992-ben csatlakozott)
- Nihimura Aszako (西村麻子; 2000-ben csatlakozott)
- Szaitó Jumi (斎藤裕美; 2008-ban csatlakozott)
- Szekioka Kaori (関岡香; 1987-ben csatlakozott)
- Takai Miki (高井美紀; 1990-ben csatlakozott)
- Ueda Ecuko (上田悦子; 2000-ben csatlakozott)
- Jositake Fumi (吉竹史; 2007-ben csatlakozott)

### Korábbi
Férfi
- Aoki Kazuo (青木和雄)
- Hiramacu Kunio (平松邦夫; Oszaka városának 18. polgármestere)
- Koike Kijosi (小池清; a Csincsin pui pui című műsor narrátora)
- Komori Jaszunori (子守康範; szabadúszó bemondó)
- Maszuda Kazuki (増田一樹)
- Macui Akinori (松井昭憲)
- Miszava Hadzsime (三澤肇)
- Nagai Nobumicu (長井展光)
- Nomura Keidzsi (野村啓司; A Nomura de Nomura da Extra című rádióműsor vezetője)
- Ocuki Iszamu (大月勇)
- Ojagi Tomoaki (大八木友之)
- Szumi Dzsunicsi (角淳一)

Nő
- Isida Acuko (石田敦子)
- Toshimi Komoto (河本俊美)
- Ono Toko (小野陶子; 2006 októberében lépett ki)
- Szakamoto Tosiko (坂本登志子; Az NJB egyik legelső bemondója)
- Jagi Szaki (八木早希; szabadúszó bemondó)
- Josida Tomoko (吉田智子; szabadúszó bemondó)

## További kanszai székhelyű műsorszóró vállalatok

### Rádió és TV
- Asahi Broadcasting Corporation (朝日放送, JRN, NRN, ANN)
- Kyoto Broadcasting System (京都放送, NRN, UHF)

### Csak TV
- Kansai TV (関西テレビ, FNN)
- Yomiuri TV (読売テレビ, NNN)
- TV Osaka (テレビ大阪, TXN)
- SUN-TV (サンテレビ, UHF)
- Nara TV (奈良テレビ, UHF)
- Biwako Broadcasting (びわ湖放送, UHF)
- TV Wakayama (テレビ和歌山, UHF)

### Csak rádió
- Radio Osaka (ラジオ大阪, NRN)
- Radio Kansai (ラジオ関西, independent)
- FM OSAKA (JFN)
- FM 802 (JFL)